# Gogri Jamalpur
Gogri Jamalpur é um cidade no distrito de Khagaria, no estado indiano de Bihar.

## Demografia
Segundo o censo de 2001, Gogri Jamalpur tinha uma população de 31.093 habitantes. Os indivíduos do sexo masculino constituem 53% da população e os do sexo feminino 47%. Gogri Jamalpur tem uma taxa de literacia de 48%, inferior à média nacional de 59,5%: a literacia no sexo masculino é de 56% e no sexo feminino é de 39%. Em Gogri Jamalpur, 20% da população está abaixo dos 6 anos de idade.